# TSG Weinheim
Die TSG 1862 Weinheim e. V. ist ein in Weinheim ansässiger Sportverein mit mehr als 6.000 Mitgliedern in mehr als 40 Sportarten. Zu seinen erfolgreichsten und bekanntesten Abteilungen zählen die American Footballer Weinheim Longhorns, die Weinheim-Longhorns-Cheerleader (mehrfacher Deutscher Meister), die Fechter (Vizeweltmeister Kadetten und Deutscher Meister Florett), die Leichtathleten (u. a. der mehrfache Deutscher Meister und Olympiateilnehmer Matthias Bühler), die Fußball-Abteilung TSG 1862/09 Weinheim und die Kindersportschule.

## Vereinsgeschichte
Am 20. August 1862 wurde der Turnverein Weinheim mit 40 Mitgliedern gegründet. 1878 spaltete sich der TV II Weinheim ab, der sich 1883 in Turngenossenschaft Weinheim und dann 1907 in Turngenossenschaft Jahn 1878 Weinheim umbenannte. Am 29. Juni 1946 fusionierte der fortbestehende TV mit dieser Turngenossenschaft sowie der DJK Schwarz-Weiß 1923 Weinheim zum heutigen Verein. Damals zählte der Verein 700 Mitglieder. Mittlerweile ist die TSG 1862 Weinheim einer der visionärsten und professionellsten Großvereine in Baden-Württemberg mit mehr als 6.000 Mitgliedern, davon sind über 2.500 Kinder und Jugendliche.

### Geschichte der Fußballabteilung
Die heutige Fußballabteilung entstand 1997, als die TSG 1862 Weinheim den in Konkurs gegangenen FV 09 Weinheim aufnahm und die Fußballabteilungen unter dem noch heute gültigen Namen TSG 1862/09 Weinheim fusionierten. Vor dem Zusammenschluss war der am 20. März 1909 gegründete FV 09 Weinheim lange Zeit der erfolgreichere der beiden Vereine. Während die TSG Weinheim erst 1994 mit dem Aufstieg in die Verbandsliga Baden höherklassig Fußball spielte, war der FV 09 Weinheim bereits seit den 1950er Jahren fast ununterbrochen in den höchsten Amateurligen vertreten.
1933/34 hatte der FV Weinheim als Staffelmeister der Bezirksklasse Unterbaden Ost die Chance zum Aufstieg in die Erstklassigkeit. Doch in den Entscheidungsspielen zum Aufstieg in die Gauliga Baden unterlagen die Weinheimer dem MFC 08 Lindenhof.
Nach dem Zweiten Weltkrieg war der FV Weinheim im Ligasystem in unterklassigen Ligen angesiedelt. Erstmals konnte der FV 1951 in die drittklassige 1. Amateurliga Nordbaden aufsteigen. Als drittletzter mit 23:33 Punkten und 49:69 Toren musste der Verein jedoch bereits nach einem Jahr aufgrund des schlechteren Torverhältnisses wieder absteigen. Der erneute Aufstieg in die höchste Amateurklasse Nordbadens gelang bereits 1954. Dieses Mal konnte man sich in der Spielklasse halten und gehörte ihr fünf Spielzeiten bis zum Abstieg als Tabellenvorletzter im Jahr 1959 an. Nach dem Wiederaufstieg 1962 begann die erfolgreichste Zeit des FV Weinheim. Gleich im ersten Jahr wurde der Verein Nordbadischer Meister. In der Folgezeit etablierte man sich in der Liga und konnte 1970 erneut die Meisterschaft erringen. In der Aufstiegsrunde zur zweitklassigen Regionalliga Süd scheiterte der FV als Zweiter in seiner Gruppe nur knapp. Als Amateurligadritter vertrat der FV 09 1972 Nordbaden bei der Endrunde um die deutsche Amateurmeisterschaft, schied in der ersten Runde jedoch gleich gegen Normannia Schwäbisch Gmünd aus. 1974/75 standen die Weinheimer erstmals in der Hauptrunde des DFB-Pokal. Erster Gegner war Zweitligist Bayer 05 Uerdingen. Vor heimischer Kulisse gaben sich die Weinheimer erst in der Verlängerung mit 2:4 geschlagen. In der nächstjährigen Pokalrunde war der FV 09 erneut dabei, war dieses Mal beim 1:7 gegen Hertha BSC aber chancenlos. Die Zersplitterung der drittklassigen Ligen in Baden-Württemberg wurde zur Saison 1978/79 mit der Gründung der Amateur-Oberliga beendet. Nachdem der FV 09 Weinheim als Nordbadischer Meister in der Aufstiegsrunde zur 2. Liga Süd, am späteren Aufsteiger SC Freiburg – gegen den man den einzigen Punkt in der Aufstiegsrunde gewinnen konnte – sowie dem SSV Ulm 1846 und dem SSV Reutlingen 05 scheiterte, gehörte man 1978 zu den zwanzig Gründungsmitgliedern der neuen Oberliga Baden-Württemberg.

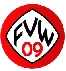
Altes Logo FV 09 Weinheim

In den ersten drei Jahren gehörte man zur Spitzengruppe und belegte zweimal den vierten und einmal den dritten Platz. Die Saison 1981/82 begann der FV 09 erst einmal mit einem Erfolg im DFB-Pokal. Mit einem 2:1 nach Verlängerung über die SpVgg 07 Ludwigsburg qualifizierte sich das Team für die 2. Hauptrunde. Dort war dann der VfL Osnabrück Endstation. Am Ende der Saison stand jedoch der Abstieg aus der Oberliga fest. Nachdem man die Spielzeit 1982/83 in der Verbandsliga Baden verbringen musste, gehörte die Mannschaft ab 1983 wieder der Oberliga an. 1986 setzte ein neuer Aufschwung im Weinheimer Fußball ein. Kamen 1985/86 nur 594 Zuschauer im Schnitt, wollten in der folgenden Saison 1.270 Zuschauer die Heimspiele des FV sehen. 1988 wurde der FV Weinheim vor durchschnittlich noch 1.010 Zuschauern Meister der Oberliga Baden-Württemberg und nahm an den Aufstiegsspielen zur 2. Fußball-Bundesliga teil, in der man jedoch hinter dem 1. FSV Mainz 05, Viktoria Aschaffenburg und der SpVgg Unterhaching mit 3:9 Punkten und 5:10 Toren nur den letzten Platz belegte. Eine Sternstunde im Weinheimer Fußball war neben der 1988 errungenen Oberligameisterschaft die Saison 1990/91, als die Erstrundenauslosung im DFB-Pokal dem FV 09 Weinheim/Bergstraße das Traumlos FC Bayern München brachte und die Amateure einen 1:0-Erfolg über den Rekordmeister erstritten. In der zweiten Runde schied man dann gegen den Zweitligisten Rot-Weiss Essen aus.
In der Folgezeit begann der Niedergang des FV 09 Weinheim, der sich auch im sinkenden Zuschauerinteresse bemerkbar machte. In der Saison 1990/91 kamen im Durchschnitt nur noch 470 Zuschauer. 1992 stieg man aus der Oberliga in die Verbandsliga ab und musste hier ab 1994 gegen den lange Zeit deutlich unter dem FV 09 Weinheim spielenden Lokalrivalen TSG Weinheim antreten. In der Spielzeit 1997/98 ging der FV 09 Weinheim in den Konkurs und musste seine Mannschaft vom Spielbetrieb in der Verbandsliga zurückziehen. Daraufhin entstand durch die Aufnahme der FV 09 Fußballer in die TSG die heutige Fußballabteilung TSG 1862/09 Weinheim. Als solche gelang den Weinheimern zweimal – 2001 und 2003 – der Aufstieg in die Oberliga Baden-Württemberg, in der sich der Verein aber nicht etablieren konnte und jedes Mal gleich im ersten Jahr scheiterte.
In der Saison 2006/07 belegte der Verein den zweiten Tabellenplatz in der Verbandsliga Baden. Damit qualifizierte sich die TSG Weinheim für die Aufstiegsspiele zur Oberliga Baden-Württemberg. Nachdem sich Weinheim im ersten Relegationsrunde noch gegen Offenburg (0:0 und 1:0) durchsetzen konnte, verlor man in der zweiten Runde gegen den TSV Schwieberdingen (2:3 und 2:1 n. V., 4:5 n. E.), und musste damit in der Verbandsliga bleiben. Die Runde 2007/08 schloss der Verein auf dem 4. Platz ab. In der Saison 2008/09 schaffte die TSG nach schwachem Saisonstart noch die Vizemeisterschaft in der Verbandsliga. In einer Relegationsrunde konnte sich der Verein durchsetzen. Damit gelang nach fünf Jahren der Wiederaufstieg in die nunmehr fünftklassige Oberliga Baden-Württemberg. Nachdem 2010 erstmals die Oberliga gehalten werden konnte, folgte in der Saison 2010/11 der Wiederabstieg. Nachdem man als Vizemeister 2016 noch in der Aufstiegsrunde am württembergischen Vertreter 1. Göppinger SV scheiterte, gelang in der Folgesaison die Meisterschaft der Verbandsliga Baden und damit verbunden der erneute Aufstieg in die Oberliga. Nach dem sofortigen Wiederabstieg spielt der Verein seit der Saison 2018/19 wieder in der Verbandsliga Baden.

## Abteilungen
Es gibt über 50 Abteilungen und Gruppen, darunter 21 Wettkampfsportarten. Das Spektrum reicht von American Football über Fechten bis zum Wasserball und vom Babyschwimmen über die TSG Fit-Kids bis zur Senioren-Gymnastik.
Neben den klassischen Sportarten und Abteilungen (Breiten- und Leistungssport) umfasst das Angebotsspektrum unter anderem eine Kindersportschule, sowie die Wasserkinder, ein Fitnessstudio (TSG-Center), Ernährungscoaching, das Freudenberg Gesundheitsstudio im Industriepark Weinheim und eine Fußball- und Ballettschule.
Die TSG Weinheim gestaltet erlebnispädagogische Wochen mit Schulen, führt den Schwimmunterricht der Weinheimer Drittklässler im Rahmen der Schwimmschule Nessie durch (10 Schulen, 19 Klassen, 400 Schüler) und hat 2019 einen eigenen Sportkindergarten eröffnet.

### Kindersportschule
Die Kindersportschule Weinheim ist Gründungsmitglied des Vereins „Kindersportschulenaktiv e. V.“ Eingeteilt in unterschiedliche Altersstufen sowie Kleingruppen von maximal 15 Kindern werden die Kinder unter Betreuung von Sportfachkräften unterrichtet. Zu den Inhalten der Sportstunde gehört die zielgerichtete Vermittlung von motorischen und sportlichen Handlungskompetenzen. In wechselnden Schwerpunkten lernen die Kinder Grundtechniken verschiedener Sportarten kennen.

### Wasserkinder
Mit der Eröffnung des Hector Sport-Centrums ist 2009 das Angebot der Wasserkinder im eigenen Bewegungsbecken gestartet. Das Bewegungsbecken ist mit einem Hubboden ausgestattet, damit die Übungen für jede Altersklasse durchgeführt werden können.

### Reha-Sport
Die TSG bietet Reha-Sportgruppen (maximal 15 Teilnehmer pro Gruppe) sowohl im HSC als auch im Weinheimer Sport- und Bewegungszentrum an.

## Stadion und weitere Sportstätten

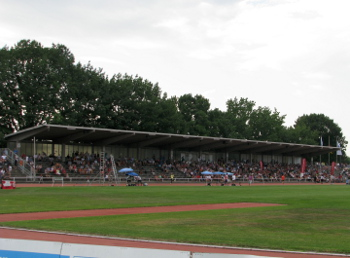
Sepp-Herberger-Stadion

Darüber hinaus ist der Verein in der TSG-Halle und im Weinheimer Sport- und Bewegungszentrum in der Mannheimer Straße vertreten. In der TSG-Halle in der Mannheimer Straße 11–13 spielen und trainieren die Handballer und Basketballer des Vereins. Hier findet auch im Februar das internationale Bergstraßen-Turnier der jugendlichen Fechter aus der ganzen Bundesrepublik statt. Vis-à-vis befindet sich die KiSS I-Halle (Multifunktionssportstätte für Hallensportarten), die auch weiterhin für den Kindersport und das Sportangebot der Abteilungen genutzt wird. Außerdem betreibt die TSG das Waldschwimmbad im Gorxheimer Tal mit 50-Meter-Becken, Nichtschwimmerbereich, Riesenrutsche und Planschbecken. Seit der Renovierung im Jahre 2006 ist das TSG-Waldschwimmbad im städtischen Eigentum, wird aber von der TSG Weinheim im Auftrag der Stadt betrieben. Dort trainieren die Schwimmer und Wasserballer der TSG Weinheim und finden (auch internationale) Vergleichskämpfe in diesen Disziplinen statt. Direkt daneben findet sich das benachbarte Waldstadion mit Hans-Hohmann-Haus. Bis zum Sommer 2014 fanden im Waldstadion die großen Beach-Volleyball- und Beach-Handball-Turniere statt.
Sowohl die TSG 1862/09 Weinheim, als auch die Weinheim Longhorns tragen ihre Heimspiele im städtischen Sepp-Herberger-Stadion aus, das seit 1959 die Heimstätte des FV 09 Weinheim war. In diesem Stadion finden auch die regelmäßigen Wettkämpfe der TSG Leichtathleten, wie die Kurpfalz-Gala statt. Das Stadion verfügt über rund 4.000 Steh- sowie 1.000 Sitzplätze.

### Hector Sport-Centrum
Zentrum des Vereins ist seit 2009 das Mehrgenerationenhaus Hector Sport-Centrum (HSC, Waidallee 2/1, Weinheim), in dem sich neben vier Sporthallen, einem Bewegungsbecken und dem Fitnessstudio auch die Vereinsverwaltung befindet.
Das Gerätetraining ist auf 550 Quadratmetern im Obergeschoss im TSG-Center möglich. In zwei Kursräumen sowie einem Indoor-Cycling-Raum sind Kursinhalte – von A wie Aerobic bis Z wie Zirkeltraining – möglich.

## Fußballerfolge
- Meister Oberliga Baden-Württemberg: 1988 (als FV 09 Weinheim)
- Meister Verbandsliga Baden: 1999, 2001, 2003, 2017
- Meister 1. Amateurliga Nordbaden: 1963, 1970, 1978 (als FV 09 Weinheim)
- Meister 2. Amateurliga Rhein-Neckar Staffel II: 1951, 1954, 1962 (als FV 09 Weinheim)
- Meister Landesliga Rhein-Neckar: 1994 (als TSG 62 Weinheim)
- Badischer Pokalsieger: 1975, 1990 (als FV 09 Weinheim)

## Bekannte ehemalige Fußballspieler und Trainer
- David Wagner, ehemaliger Bundesligaspieler und UEFA-Cup-Sieger mit FC Schalke 04
- Wilfried Trenkel, ehemaliger Bundesligaspieler beim Karlsruher SC
- Lukas Rupp, Bundesligaspieler bei Borussia Mönchengladbach und beim SC Paderborn
- Ralf Kohl, späterer Bundesligaspieler beim SC Freiburg
- Manfred Krei, 3× Südwestmeister mit dem SV Alsenborn
- Reinhold Fanz, von 1985 bis 1987 Trainer des FV 09 Weinheim
- Dirk Anders, von 2004 bis 2007 Trainer der TSG 62/09 Weinheim
- Dariusz Pasieka, von April 2008 bis April 2009 Co-Trainer beim FC Augsburg
- Thomas Schwechheimer, Torschütze des Siegtreffers gegen den FC Bayern München im DFB-Pokalspiel 1990
- Fritz Walter, späterer Bundesligaspieler und Deutscher Meister mit dem VfB Stuttgart 1992, spielte von 1976 bis 1981 beim FV 09 Weinheim